# Fábio Luiz Magalhães
Fábio Luiz Magalhães (ur. 13 marca 1979 w Marataízes) – brazylijski siatkarz plażowy. Wicemistrz Olimpijski z Pekinu, gdzie w 2008 r. występował w parze z Márciem Araújo.

## Sukcesy
- Mistrzostwa Świata:
  -  2005